# Васильевское сельское поселение (Марий Эл)
Васильевское сельское поселение — муниципальное образование (сельское поселение) в составе Юринского района Марий Эл Российской Федерации. Административный центр поселения — село Васильевское.

## История
Статус и границы сельского поселения установлены Законом Республики Марий Эл от 18 июня 2004 года № 15-З «О статусе, границах и составе муниципальных районов, городских округов в Республике Марий Эл».

## Численность населения поселения
| 2010 | 2011 | 2012 | 2013 | 2014 | 2015 | 2016 |
| ---- | ---- | ---- | ---- | ---- | ---- | ---- |
| 525  | ↘524 | ↘486 | ↘456 | ↘426 | ↘407 | ↘393 |
| 2017 | 2018 | 2019 | 2020 | 2021 | 2023 |      |
| ↘377 | ↘368 | ↘351 | ↘328 | ↘309 | ↘295 |      |

## Состав поселения
В состав сельского поселения входят 2 села и 9 деревень:
| №  | Населённый пункт   | Тип населённого пункта       | Население |
| -- | ------------------ | ---------------------------- | --------- |
| 1  | Васильевское       | село, административный центр | 344       |
| 2  | Абросимово         | деревня                      | 68        |
| 3  | Александрово       | деревня                      | 24        |
| 4  | Зиновьево          | деревня                      | 9         |
| 5  | Кугай              | деревня                      | 10        |
| 6  | Куржам             | деревня                      | 0         |
| 7  | Муза               | деревня                      | 0         |
| 8  | Никольская Слобода | деревня                      | 47        |
| 9  | Петровское         | деревня                      | 0         |
| 10 | Покровское         | село                         | 14        |
| 11 | Растегаиха         | деревня                      | 9         |